# متحف الطب الأذربيجاني
متحف الطب الأذربيجاني (بالأذربيجانية: Azərbaycan Tibb Muzeyi) - هو متحف في باكو و تأسس المتحف بموجب أمر لوزارة الصحة في الجمهورية أذربيجان.

## تاريخ المتحف
تأسس المتحف الطب الأذربيجاني بموجب أمر لوزارة الصحة في الجمهورية أذربيجان، في 2 يوليو 1984.
تم الافتتاح الرسمي في 29 يناير، عام 1986.
يرتبط إنشاء متحف الطب الأذربيجاني وتطويره ارتباطًا مباشرًا بتاريخ الطب.

## المعرض
تم التعريض المتحف تطوير الطب في أذربيجان من الأزمنة القديمة حتى يومنا هذا.
يتكون معرض المتحف من صور وكتب وأدوات الطبية، التحضيرات التشريحية، والأدوات الشخصية لأطباء أذربيجانيين بارزين.
تضم القاعة الأولى تمثال نصفي أبو علي ابن سينا وصورة فوتوغرافية صورت عام 1143.
في القاعة الثانية، موجود أدوات جراحية تعود إلى العصور الوسطى، كما توجد نسخ من مقالات طبية منفصلة لأطبائنا في القرنين الثالث عشر والتاسع عشر، والتي يتم الاحتفاظ بنسخها الأصلية في معهد المخطوطات.
تتكون القاعة الثالثة من الصور والمستندات المتعلقة بالمستشفيات، والمجهزة بأمر من مالكي النفط في باكو في بداية القرن العشرين مع أحدث المعدات الطبية في تلك الفترة.
تقدم في القاعة الرابعة تطوير الطب في الفترة الأولى في جمهورية شرق الجمهورية الديمقراطية - الجمهورية الشعبية الأذربيجانية.
تضم القاعة الخامسة من معلومات عن تنظيم الطب في أذربيجان السوفياتية عن فترة ما قبل الحرب وعن إنشاء الجامعة الطب الأذربيجانية وأنشطتها ومعهد التدريب المتقدم للأطباء.
القاعة الأخيرة للمتحف مكرسة للعمل المنجز في مجال الرعاية الصحية تحت قيادة رئيس جمهورية أذربيجان إلهام علييف.

## معرض صور

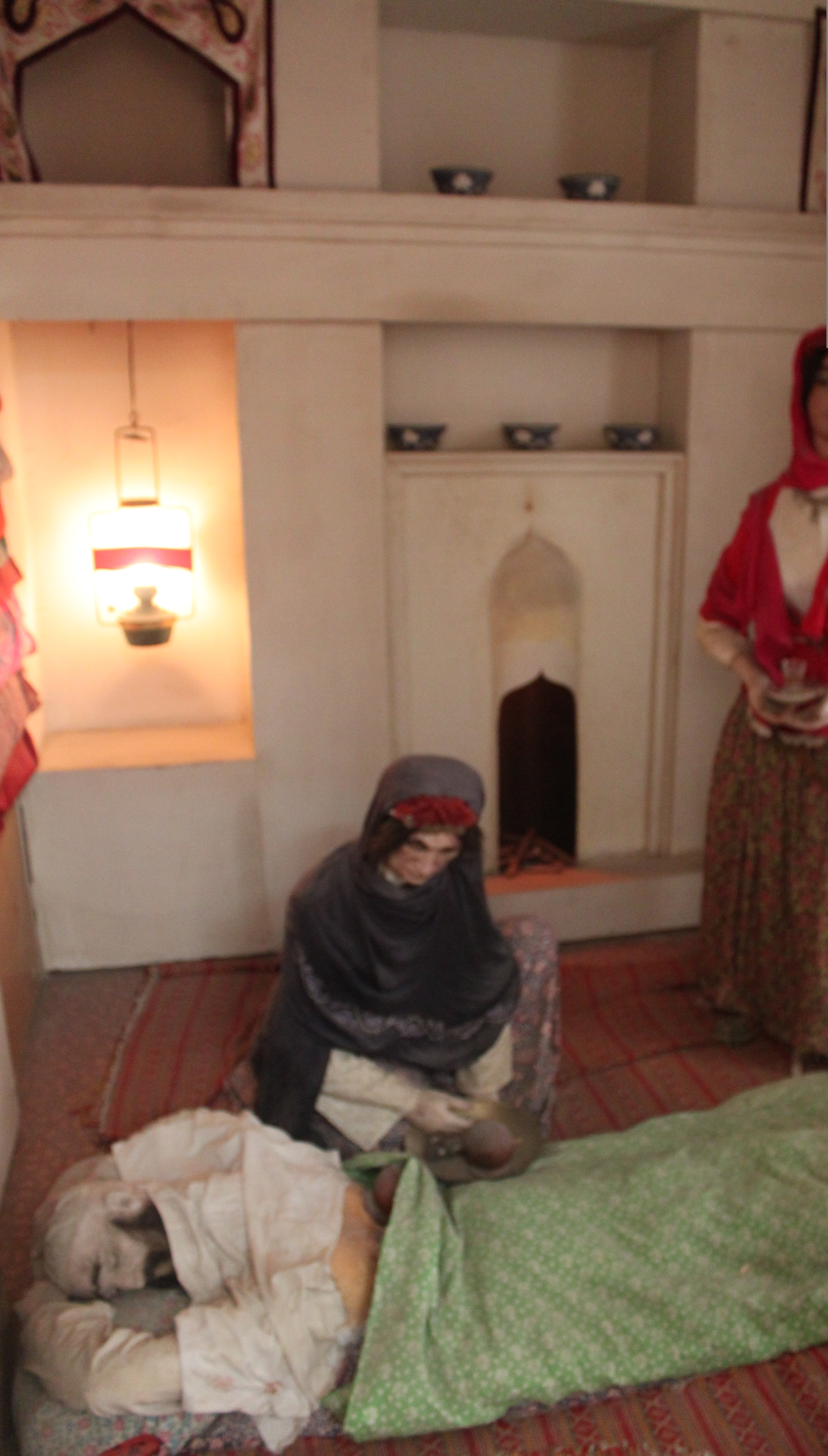
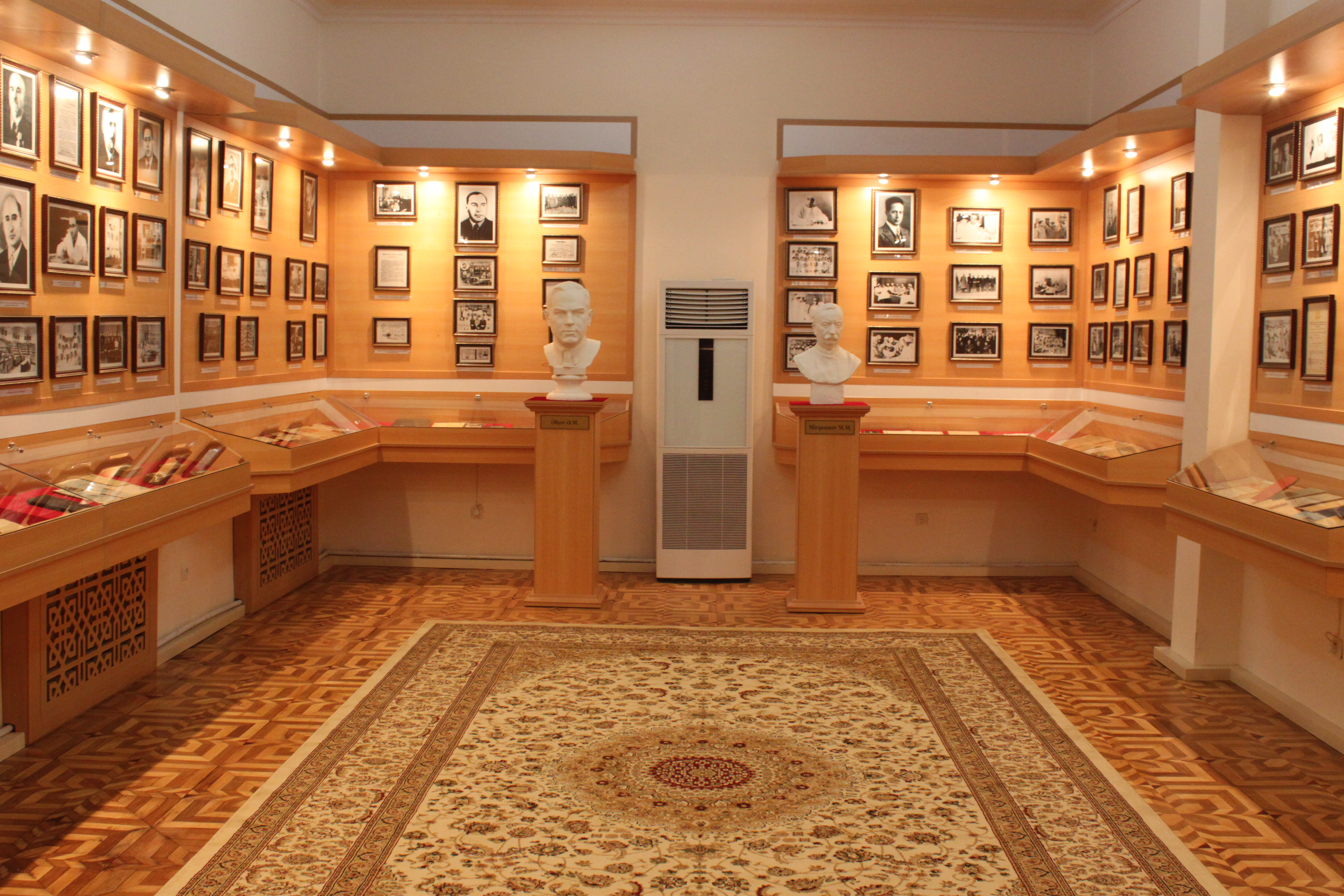
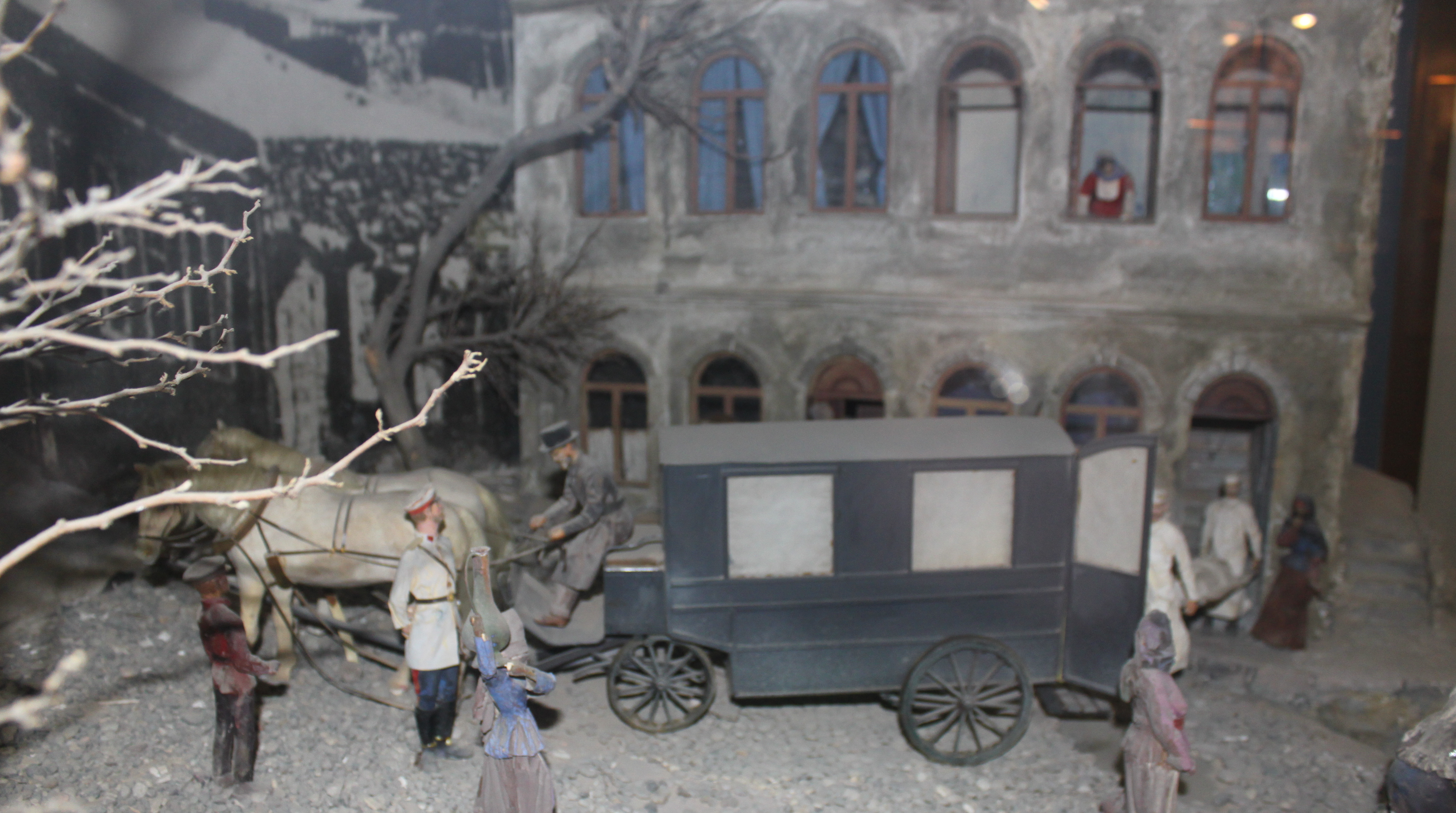